# Антуан III де Линь
Антуа́н Мари́я Иоахи́м Ламора́ль, принц де Ли́нь (фр. Antoine Marie Joachim Lamoral, Prince de Ligne; 8 марта 1925, Брюссель — 21 августа 2005, Белёй, Валлония) — 13-й принц де Линь, князь д'Амблиз и д'Эпинуа, супруг Аликс Люксембургской.

## Биография
Принц Антуан был младшим из четырёх детей в семье Эжен II де Линя и его супруги Филиппины Мари Сесиль Дус де Ноай.
В феврале 1943 года принц Антуан отправился в Великобританию и поступил на службу в Королевские ВВС, где прошёл обучение на пилота. Пройдя обучение, он летал на самолётах Spitfire в составе 349-й эскадрильи. После окончания Второй мировой войны он продолжал летать на самолётах, получив в декабре 1948 года звание капитана, в звании которого в 1955 году вышел в отставку.
В 1957 году принц Антуан участвовал в Бельгийской антарктической экспедиции, где он совершал исследовательские полёты над Антарктидой. В декабре 1958 года после крушения самолёта с членами экспедиции, бельгийцы в том числе и принц Антуан были спасены советскими лётчиками, командиром которых был Виктор Перов. В 1960 и 1965 годах он также принимал участие в следующих бельгийских экспедициях на Южный полюс.
С 1980 по 1982 год возглавлял Международную авиационную федерацию.
В 1985 году после смерти старшего брата Бодуэна, умершего бездетным, унаследовал его титул главы дома де Линь.
Скончался 21 августа 2005 года в возрасте 80 лет в замке Белёй (Бельгия), был похоронен в семейном склепе де Линей.

## Семья
17 августа 1950 года в возрасте 25 лет женился на 20-летней Аликс Люксембургской (24 августа 1929 — 11 февраля 2019), младшей из  детей Шарлотты, великой герцогини Люксембурга, и Феликса Бурбон-Пармского. У них было 7 детей (3 сына и 4 дочери):
- Мишель, 14-й принц Линь[англ.] (род. 26 мая 1951), женат на принцессе Элеоноре Орлеан-Брагансской;
- Принц Вотье де Линь (10 июля 1952 — 15 августа 2022), был женат на Регине ван Ренессе;
- Принцесса Анна-Мария де Линь (род. 3 апреля 1954), замужем за Оливье Моргатом;
- Принцесса Кристина де Линь (род. 11 августа 1955) вышла замуж за принца Антониу Орлеан-Брагансского; у пары 4 детей;
- Принцесса София де Линь (род. 23 апреля 1957) вышла замуж за графа Филиппа де Николе;
- Принц Антуан де Линь (род. 28 декабря 1959), женат на графине Минтии де Ланнуа;
- Принцесса Иоланда де Линь (род. 16 июня 1964), вышла замуж за Хьюго Таунсенда.

## Награды
- Кавалер Ордена Золотого руна (Австрия)
- Кавалер Ордена Леопольда I (Бельгия)
- Кавалер Ордена Леопольда II (Бельгия)
- Кавалер Ордена Короны (Бельгия)